# Triel (grammaire)
Pour les articles homonymes, voir Triel.
Le triel est une catégorie grammaticale (nombre) servant à désigner trois objets ou individus. 